# Vzpomínky na vraždu
Vzpomínky na vraždu (1959, A Memory of Murder) je povídková sbírka amerického spisovatele Raye Bradburyho. Obsahuje patnáct autorových hororových a detektivních povídek z let 1944–1948.

## Obsah sbírky
- The Small Assassin (1946, Malý vrah).[p 1] Alice porodí dítě, které nemá ráda. Chová k němu odpor, má strach, říká mu vrahu. Tvrdí, že ji chce zabít, protože už při porodu málem zemřela. Oba rodiče skutečně zahynou a doktor, který pomáhal u porodu, zahlédne nějaký pohyb a zjistí, že dětská postýlka je prázdná. Vytáhne skalpel.
- A Careful Man Dies (1946, Smrt opatrného). Spisovatel Rob je hemofilik, takže stačí, když se jen škrábne, a může vykrvácet. Najednou zjistí, že se ho bývalá přítelkyně Anna a její současný přítel pokouší zabít (pošlou mu břitvu, o kterou se řízne, v restauraci mu podstrčí ostrou vidličku). Nakonec ho Anna vyláká na pláž a tam mu poraní záda natolik, že vykrvácí. Povídka byla zařazena ještě do autorovy sbírky Kočičí pyžamo (v českém vydání této knihy se povídka jmenuje Smrt opatrného muže).
- It Burns Me Up! (1944, Popel v popel). Mrtvý pan James nám vypráví o tom, jak ho zavraždila vlastní žena.
- Half-Pint Homicide (1944, Poloviční vražda). Soukromý detektiv Potápka Mulligan sleduje zločince Schabolda, za jehož zločiny jsou vždycky obviněni jeho komplicové. Proto nejdříve zlikviduje jeho tři spoluviníky, aby další zločin mohl být jednoznačně označen jako spáchaný Schaboldem.
- Four-Way Funeral (1944, Čtyřnásobný pohřeb). Soukromý detektiv Potápka Mulligan se dostane do pasti. Čtyři zločinci ho chtějí zabít. Potápka svým psychologickým přístupem způsobí, že se začnou podezřívat navzájem, a nakonec se postupně mezi sebou postřílí.
- The Long Night (1944, Dlouhá noc). Povídka vypráví o odhalení vraha, který v Mexiku v jednom činžáku zavraždil člověka a následně tam založil požár.
- Corpse Carnival (1945, Karneval mrtvol). V jednom cirkuse vystupují různě postižení lidé – zrůdy. Mezi nimi jsou siamská dvojčata Roger a Raoul. Jednoho dne je Roger pobodán a zemře. Raoul požádá doktora, aby jej od mrtvého bratra odoperoval, čímž se stane samostatnou bytostí. Pak se snaží najít vraha svého bratra. Nakonec zjistí, že jím je artistka Deirdre, kterou miluje a která miluje jeho. Deirdre zabila Rogera, protože chtěla mít Raoula pouze pro sebe.
- Hell's Half Hour (1945, Pekelná půlhodina). Dojde k vraždě slepého muže jménem Caldwell, který oslepl v důsledku nevyléčitelné oční nemoci. Vraždu doprovází půlhodina běhání a dupání v bytě, kde k činu došlo. Bylo to proto, že se Caldwellovi přišel pomstít jiný slepý muž Melton, kterého kdysi Caldwell oslepil jako svého soka v lásce. Vražda trvala půlhodinu proto, že oba muži byli slepí, a nemohli se navzájem najít.
- The Long Way Home (1945, Dlouhá cesta domů). Manželka se snaží zbavit svého muže tím, že zařídí jeho obvinění z vraždy jednoho opilce, kterého sama zastřelila.
- The Coffin (1947, Rakev).[p 2] Vynálezce Charlie ví, že brzy zemře a že jeho bratr Richard bude rád, protože viní svého bratra ze svých neúspěchů. Sestrojí proto zvláštní rakev, ve které chce být pohřben. Toto přání mu však Richard po jeho smrti nesplní. Protože se snaží zjistit, co to vlastně Charlie sestrojil, vleze si do rakve a je v ní usmrcen. Byla to Charlieova past.
- "I'm Not So Dumb!" (1945, "Nejsem tak hloupý!"). Pan Peter, kterému se všichni posmívají, odhalí vraha pana Simmonse a stane se váženým šerifem, Plně mu tak vyšel jeho plán, jak se zbavit posměváčků, v rámci kterého pana Simmonse zavraždil sám.
- The Trunk Lady (1944, Dáma z kufru). Johnny najde na půdě v kufru tělo krásné mrtvé ženy, která měla být jeho domácí učitelkou. Nikdo mu však nevěří, zvláště když je pak v kufru místo mrtvoly nalezena figurína.
- Yesterday I Lived! (1944, Včera jsem žila!). Kameraman otráví krásnou herečku proto, že herečka zjistí, že jí schválně špatně snímá, aby ve filmu nevypadala dobře. Důvodem jeho jednání je to, že herečku miloval a ona jeho ne.
- Dead Men Rise Up Never (1945, Mrtví nevstávají). Muž se svými kumpány unese dívku, kterou miluje, aby ji zachránil před jinými gangstery. Dívka to nechce pochopit, křičí a brání se. Při snaze ji uklidnit dívka zahyne.
- The Candy Skull (1948, Cukrová lebka). Američan Roby odcestuje do Mexika, aby zde našel svého přítele Douglase, který tam před rokem záhadně zmizel. Jako on se zde spřátelí s dívkou Célíí. Jednoho dne najde na svém nočním stolku v hotelu cukrovou lebku se svým jménem. Tělo Douglase pak objeví v katakombách. Zjistí, že i jeho chce zabít vysloužilý toreador Tomás, který chce Célii pro sebe. Roby se ubrání a Tomáse zabije.